# Rafael Medeiros
Rafael Medeiros Gomes (* 1. Juli 1990 in Belo Horizonte) ist ein ehemaliger brasilianischer Rollstuhltennisspieler.

## Karriere
Im Alter von zwei Jahren wurde bei Rafael Medeiros eine Arachnoidalzyste entdeckt, seit dieser Zeit kann er nicht mehr laufen. Mit zwölf begann er mit Rollstuhlbasketball, zwei Jahre später kam er zum Rollstuhltennis. Im Jahr 2000 wurde er wegen eines Hydrocephalus operiert und bekam einen Cerebralshunt eingesetzt. 2008 war er auf Platz fünf der Juniorenweltrangliste vorgerückt. 2010 traten erneut lebensbedrohliche Symptome auf, die mehrere Operationen erforderten. Er konnte sich davon jedoch wieder erholen und seine Karriere fortsetzen.
Seit 2011 ist Medeiros mehrfach beim World Team Cup für Brasilien angetreten.
2014 waren er und Daniel Rodrigues die ersten Brasilianer, die sich für das Wheelchair Tennis Masters qualifizieren konnten; sie traten in der Doppelkonkurrenz an.
Rafael Medeiros nahm dreimal an Paralympischen Spielen teil. 2012 in London traf er in der ersten Runde auf den Weltranglistenersten und späteren Goldmedaillengewinner Shingo Kunieda, der auf seinem Weg in die zweite Runde kein Spiel abgab. Im Doppel spielte er an der Seite von Daniel Rodrigues gegen die Südkoreaner Lee Ha-gel und Oh Sang-ho, die in zwei Sätzen gewannen. Auch 2016 in Rio konnten die beiden Brasilianer keinen Sieg verbuchen und schieden im Achtelfinale gegen die Niederländer Tom Egberink und Maikel Scheffers aus; im Einzel gab es eine Erstrundenniederlage gegen Steve Baldwin aus den USA, der den dritten Satz für sich entscheiden konnte. Bei den Spielen 2021 in Tokio verlor Medeiros sein Auftaktmatch gegen den Marokkaner Lhaj Boukartacha. Das Doppel mit seinem neuen Partner – dem Routinier Mauricio Pommê, der seine fünften Paralympics bestritt – gegen das Israelische Duo Adam Berdichevsky und Guy Sasson mussten die Brasilianer im zweiten Satz aufgeben.